# Jeremiah Raisen
Jeremiah Raisen, známý také jako Sad Pony, je americký hudebník, hudební producent a skladatel. Často spolupracuje se svým bratrem Justinem Raisenem. Společně se podíleli například na nahrávkách zpěvaček Sky Ferreiry, Charli XCX či Kim Gordon. V roce 2019 zažalovali zpěvačku Lizzo kvůli neuvedení jejich jmen coby spoluautorů hitové písně „Truth Hurts“.

## Diskografie
| Rok  | Interpret      | Album                                                                           |
| ---- | -------------- | ------------------------------------------------------------------------------- |
| 2013 | Sky Ferreira   | Night Time, My Time                                                             |
| 2014 | Charli XCX     | Sucker                                                                          |
| 2015 | Kelela         | Hallucinogen                                                                    |
| 2015 | MS MR          | How Does It Feel                                                                |
| 2016 | Santigold      | 99¢                                                                             |
| 2017 | Kelela         | Take Me Apart                                                                   |
| 2018 | Miya Folick    | Premonitions                                                                    |
| 2019 | Kim Gordon     | No Home Record                                                                  |
| 2019 | Aly & AJ       | Sanctuary                                                                       |
| 2019 | Nasty Cherry   | Win                                                                             |
| 2020 | Hazel English  | Wake UP!                                                                        |
| 2020 | Kosha Dillz    | Nobody Cares Except You                                                         |
| 2020 | Yves Tumor     | Heaven to a Tortured Mind                                                       |
| 2021 | Aly & AJ       | A Touch of the Beat Gets You Up on Your Feet Gets You Out And Then Into the Sun |
| 2021 | Injury Reserve | By the Time I Get to Phoenix                                                    |
| 2022 | Charli XCX     | Crash                                                                           |
| 2022 | John Legend    | Legend                                                                          |
| 2023 | Lil Yachty     | Let's Start Here                                                                |
| 2024 | Kim Gordon     | The Collective                                                                  |